# Chi Sặt
Chi Sặt, tên khoa học Arundinaria, là một chi thực vật có hoa trong họ Hòa thảo (Poaceae).

## Loài
Hiện tại ghi nhận được các loài:
- Arundinaria acerba W.T.Lin
- Arundinaria appalachiana Triplett, Weakley & L.G.Clark
- Arundinaria baviensis Balansa
- Arundinaria caudiceps Koidz.
- Arundinaria chino (Franch. & Sav.) Makino
- Arundinaria fargesii E.G.Camus
- Arundinaria gigantea (Walter) Muhl.
- Arundinaria graminea (Bean) Makino
- Arundinaria kongosanensis Makino
- Arundinaria linearis Hack.
- Arundinaria matsunoi Makino
- Arundinaria nagashima (Mitford) Asch. & Graebn.
- Arundinaria pygmaea (Mitford) J. Houz.
- Arundinaria qingchengshanensis (Keng f. & T.P.Yi) D.Z.Li
- Arundinaria racemosa Munro
- Arundinaria scandens Soderstr. & R.P.Ellis
- Arundinaria shiobarensis Nakai
- Arundinaria simonii (Carrière) Rivière & C.Rivière
- Arundinaria spanostachya (T.P.Yi) D.Z.Li
- Arundinaria wightiana Nees